# 오세인 (1976년)
오세인(1976년 ~ 1998년 5월 17일)은 대한민국의 동성애자 인권 운동가였다. 대학생동성애자인권연합(동성애자인권연대의 전신)의 창립 멤버였다. 대학 재학 중 가족에게 커밍아웃을 했으나 1998년 3월경 아버지에 의해 추방되었다. 커밍아웃 이후 가정과 친지로부터 추방당하고 주변의 멸시, 비방과 함께 취직에도 곤란을 겪었다. 그러나 그는 내색하지 않고 대학생동성애자인권연합에서 활동하였으나 결국 시중의 편견과 멸시, 비방에 좌절, 1998년 4월경 서울 대동인 사무실 입구 계단에서 자살시도를 했다가 미수에 그쳤고, 그해 5월 17일 동성애 혐오 반대의 날 새벽, 서울특별시 동대문구 제기동 동인련 사무실 계단에 목매고 자살하였다.

## 생애

### 생애 초반
서울 출신으로 중산층 가정에서 태어나 중학교와 고등학교를 우수한 성적으로 졸업하고 서울대학교에 진학하였다. 중고교에서는 우수한 성적의 모범생이었으나, 일찍이 자신이 동성애자임을 자각했던 그는 동성애자 모임에 참여하여 활동했고, 1997년에는 양지용, 임태훈, 정욜 등과 함께 대학생동성애자인권연합(동성애자인권연대의 전신)의 창립에 참여하였다.
서울대학교에 재학 중이던 그는 각종 과외 등으로 아르바이트를 하며 생활비를 스스로 조달하기도 했다. 그러나 후일 그가 동성애자라는 것이 밝혀지면서 과외 아르바이트도 모두 취소되고, 다른 과외 아르바이트도 거부당하게 된다. 그는 유복한 가정에서 태어나 학창시절 1,2등을 차지하는 수재였고 서울대학교에 진학했지만 동성애자라는 이유로 모든걸 잃었다. 동성애자라는 사실을 고백했다가 부모에게 버림받고 주변사람들에게도 버림받고 절망하였다.

### 커밍아웃과 가정에서의 추방
엄격한 가정에서 자랐던 그는 자신이 게이라는 사실을 쉽게 가족들에게 털어놓지 못하다가 대학생이 되어서 가족들에게 커밍아웃하고 털어놓았다. 1997년 그는 아버지를 제외한 어머니, 형, 누나에게 자신이 게이임을 고백했다. 그리고 비밀에 부쳐졌다. 그러나 엄격했던 아버지가 이 사실을 알고 그를 쫓아냈다. 대동인 홍보국장 정민수는 "그는 이전에 가족 중 아버지를 제외한 어머니, 형, 누나에게 동성애자임을 밝혔다"고 말하고 "하지만 그 사실이 엄격한 아버지에게 알려져 1998년 3월경 집을 나올수 밖에 없었다"고 밝혔다. 이후 그가 동성애자라는 사실이 외부로 알려지면서 그는 비난과 편견, 멸시, 수군거림의 대상이 되었다. 그의 애인 역시 그가 동성애자라는 사실을 알게 되면서 그와 연락을 끊었다. 가정과 친지들로부터 추방당한 그는 괴로워했으나 다른 성 소수자 지인이 마련해준 거처에서 생활하였다.
그는 평소 적극적이고 밝은 성격이었다고 한다. 그는 코트형 우비(레인코트)를 즐겨 입었으며 이태원을 거닐었다고 한다. 대동인 회원들은 그에 대해 "사무실에 자주 나와 열심히 활동하고 취미로 사진도 찍는 등 다른 사람들과 잘 어울리는 활동적인 성격의 소유자였다"고 말했다. 그러나 그는 동성애자라는 이유로 가정에서 외면당하고 천대받았다. 그가 게이라는 사실이 알려지면서 몇몇 과외 아르바이트도 취소되고, 동성애자라는 이유로 다른 아르바이트도 여러 번 거절당했다. 그밖에 사람들은 그가 동성애자라며 멸시하거나 비방하였고, 동료들에게 내색하지 않았으나 그는 몹시 괴로워했다.

### 최후
시중의 편견과 멸시, 비판에 좌절한 그는 1998년 4월경 서울특별시 동대문구 제기동 대동인 사무실 입구에서 목을 매 자살시도를 했다가 미수에 그쳤다. 자살을 시도하다 계단에서 굴러 다쳤던 그는 병원에 입원하기도 했다. 그해 5월 17일 새벽 서울 동대문구 제기동의 동인련 사무실 계단에 목매고 자살하였다. 이 날은 제8회 국제 동성애 혐오 반대의 날이었고, 시신은 5월 17일 아침 출근한 정욜, 임태훈 등 대동인 회원들에 의해 발견되었다.
| “ | 이제 난 모든이의 기억 저편으로 사라질 것이다. 모두들 잘있어. 안녕. | ” |

그는 죽기전 "난 모든이의 기억 저편으로 사라질 것이다. 모두들 잘있어"라고 써놓은 짤막한 유서만을 남긴채 세상을 떠났다. 5월 17일 아침 제기동 대동인 사무실 입구 계단에 목을 매고 죽은 그의 시신을 발견한 임태훈 등은 망연자실해했다 한다. 대동인은 "오 씨와 가까이 살면서 그에게 큰 힘이 되지 못했던 것에 대해 매우 부끄럽다"며 "심지어 가정에서조차 외면당하고 천대받았던 그가 택할 수 있었던 방법이 이것밖에 없었던 것에 애도하고 분노한다"고 말했다. 대동인은 또 "이번 일을 단순한 동성애자의 죽음으로서가 아니라 단지 동성애자이기 때문에 모든 것으로부터 소외당하고 억압받는 현실의 문제로 인식하고 싸워나가기로 했다"고 밝혔다. 그의 죽음은 동성애자를 혐오, 부정적으로 보던 일부 언론에서는 의도적으로 보도를 거부하기도 했다. 한편 그의 아버지와 일부 가족은 그의 장례식장에도 불참하였다. 시신은 화장되어 경기도 가평군의 야산 계곡에 뿌려졌다.

### 사후
오세인의 자살로 PC통신의 각 커뮤니티에 애도의 물결이 일어났다. 그러나 그가 동성애자라는 이유로 시중의 편견과 동성애를 조장한다는 일각의 비난 여론에 의해 추모분위기는 곧 묻혀졌다.
2002년 11월 시인 육우당은 설헌이라는 필명으로 그를 추모하는 시를 남기기도 했다.
| “ | 오세인을 추모하며 날카로운 이 세상은 나약한 오세인을 천릿길 낭떠러지 가운대로 내몰았네. 비운의 청년 오세인 방황하는 저 영혼. 가진것 모두 잃고 희망마저 잃어버려 급기야 동인련 사무실에 목을 매니 사십만 이반이 그의 죽음을 슬퍼하네. 잘가시오 편히 눈을 감으시오 오세인이여! 그 곳에선 이반이라 차별 받진 않을것이오. 오세인. 한맺힌 청년. 천국으로 가시오. | ” |

2001년 5월 13일부터 매년 5월 오세인의 기일을 전후하여 동인련과 인권단체 등의 주도로 추모식이 개최되었고, 매년 5월 그의 사망일을 전후하여 인권문제에 대한 토론회를 개최하였다. 2003년 4월 26일 동성애자인권연대의 회원이자 시인인 육우당이 죽자 4월부터 육우당, 오세인 추모제가 동성애자인권연대 및 동성애자 단체, 인권단체, 시민단체 등에 의해 서울특별시에서 해마다 개최되었다.
2003년 5월 4일에는 국제앰네스티 한국지부에서 육우당, 오세인을 추모하는 조전을 보내기도 했다.

## 기타
그는 바람에 펄럭이는 긴 우비를 즐겨 입었고, 중절모와 카우보이 모자 등을 썼다 한다.